# Cal (unix)
 For alternative betydninger, se Cal. (Se også artikler, som begynder med Cal)
cal er et standard program på UNIX og Unix-lignende styresystemer som udskriver en ASCII-formatteret kalender af en måned eller år. Hvis brugeren ikke specificerer nogen kommandolinje muligheder, vil cal udskrive en kalender for den aktuelle måned.

## Eksempler
```
$ 
cal

       March 2012
S   M   Tu  W   Th   F   S
             1   2   3   4
 5   6   7   8   9  10  11
12  13  14  15  16  17  18
19  20  21  22  23  24  25
26  27  28  29  30  31
```

```
$ 
cal 1992

                              1992                              

      January               February               March        
 S  M Tu  W Th  F  S   S  M Tu  W Th  F  S   S  M Tu  W Th  F  S
          1  2  3  4                     1   1  2  3  4  5  6  7
 5  6  7  8  9 10 11   2  3  4  5  6  7  8   8  9 10 11 12 13 14
12 13 14 15 16 17 18   9 10 11 12 13 14 15  15 16 17 18 19 20 21
19 20 21 22 23 24 25  16 17 18 19 20 21 22  22 23 24 25 26 27 28
26 27 28 29 30 31     23 24 25 26 27 28 29  29 30 31

       April                  May                   June        
 S  M Tu  W Th  F  S   S  M Tu  W Th  F  S   S  M Tu  W Th  F  S
          1  2  3  4                  1  2      1  2  3  4  5  6
 5  6  7  8  9 10 11   3  4  5  6  7  8  9   7  8  9 10 11 12 13
12 13 14 15 16 17 18  10 11 12 13 14 15 16  14 15 16 17 18 19 20
19 20 21 22 23 24 25  17 18 19 20 21 22 23  21 22 23 24 25 26 27
26 27 28 29 30        24 25 26 27 28 29 30  28 29 30
                      31
        July                 August              September      
 S  M Tu  W Th  F  S   S  M Tu  W Th  F  S   S  M Tu  W Th  F  S
          1  2  3  4                     1         1  2  3  4  5
 5  6  7  8  9 10 11   2  3  4  5  6  7  8   6  7  8  9 10 11 12
12 13 14 15 16 17 18   9 10 11 12 13 14 15  13 14 15 16 17 18 19
19 20 21 22 23 24 25  16 17 18 19 20 21 22  20 21 22 23 24 25 26
26 27 28 29 30 31     23 24 25 26 27 28 29  27 28 29 30
                      30 31
      October               November              December      
 S  M Tu  W Th  F  S   S  M Tu  W Th  F  S   S  M Tu  W Th  F  S
             1  2  3   1  2  3  4  5  6  7         1  2  3  4  5
 4  5  6  7  8  9 10   8  9 10 11 12 13 14   6  7  8  9 10 11 12
11 12 13 14 15 16 17  15 16 17 18 19 20 21  13 14 15 16 17 18 19
18 19 20 21 22 23 24  22 23 24 25 26 27 28  20 21 22 23 24 25 26
25 26 27 28 29 30 31  29 30                 27 28 29 30 31
```

```
$ cal -3
      May 2009             June 2009             July 2009        
Su Mo Tu We Th Fr Sa  Su Mo Tu We Th Fr Sa  Su Mo Tu We Th Fr Sa  
                1  2      1  2  3  4  5  6            1  2  3  4
 3  4  5  6  7  8  9   7  8  9 10 11 12 13   5  6  7  8  9 10 11
10 11 12 13 14 15 16  14 15 16 17 18 19 20  12 13 14 15 16 17 18
17 18 19 20 21 22 23  21 22 23 24 25 26 27  19 20 21 22 23 24 25
24 25 26 27 28 29 30  28 29 30              26 27 28 29 30 31   
31
```

## Egenskaber
```
$ 
cal 9 1752

  September 1752
 S  M Tu  W Th  F  S
       1  2 14 15 16
17 18 19 20 21 22 23
24 25 26 27 28 29 30
```

Den Gregorianske kalenders reformation blev accepteret af det daværende Det Forenede Kongerige, inklusive dets besiddelser i Nordamerika (som senere blev det østlige USA), i september 1752. Som et resultat viser cal september 1752 med den tilpassede måned med manglende døgn/datoer. Denne måned var den officielle (Britiske) accept af den Gregorianske kalender fra den tidligere anvendte Julianske kalender. Dette er blevet dokumenteret i Man pages for Sun Solaris som følger. "An unusual calendar is printed for September 1752.  That is the month when 11 days were skipped to make up for lack of leap year adjustments." Plan 9 fra Bell Labs manualen skriver: "Try cal sep 1752."
cal kommandoen blev præsenteret i 1st Edition Unix.